# S/S Monark (1938)
Ej att förväxla med S/S Monark (1917)
S/S Monark var ett svenskt handelsfartyg som under andra världskriget sänktes av en engelsk ubåt.

## Historik
Monark blev knappt två år gammal. Fartyget sjösattes den 12 juli 1938 vid Lindholmens varv i Göteborg, beställt av skeppsredaren Arnold de Champs till Rederi AB Monark. Befälhavare var först kapten Å Rodhe och de sista resorna kapten E.J. Wikström.

## Torpederingen
Monark var egentligen på väg från Sverige till en fransk hamn med massalast. Monark låg i Bergens hamn, då tyskarna ockuperade staden den 9 april 1940. Där blev då fartyget uppbringat. Ångaren fick sedan ligga kvar till den 22 april, då tyskarna genomförde en visitation ombord. Två polska besättningsmän bortfördes som krigsfångar och de vapen man hade ombord, ett Mauser-gevär och två pistoler, beslagtogs. Den 29 april sattes tysk prisbesättning ombord på Monark med order att föra fartyget till Hamburg. Uppehåll gjordes i Stavanger till den 3 maj.
Morgonen därpå anropades Monark av en engelsk ubåt. Andre styrman och fyra man rodde över till ubåten, som efter att ha granskat skeppspapperen gav order om att Monark skulle sänkas inom tio minuter. Engelsmännen hade förstått att det fanns tysk prisbesättning ombord. Andre styrman och hans män hann inte tillbaka för att hämta sina tillhörigheter. De ombordvarande på Monark beordrades med signalering i livbåtarna. Av den tyska prisbesättningen togs fem till fånga i ubåten. Två tyskar som tydligen inte fick plats i ubåten fick stanna i de svenska livbåtarna. Sedan Monark sänkts med en torped, avlägsnade sig ubåten och livbåtarna styrde in mot den norska kusten, där de nådde land vid Listers fyr efter fem timmar.